# هاموشم
هاموشم (به لاتین: Hamoşam) یک منطقه مسکونی است که در شهرستان آستارا واقع شده‌است. هاموشم ۱۷۵۰ نفر جمعیت دارد. این آبادی در کرانه رودخانه بشه‌رو جای دارد.

## ریشه واژه
هامو یا هامار در زبان تالشی به‌معنی مکان صاف و هموار و شام به‌معنی مکان قوسی شکل حاشیه رودخانه است و معنای کامل آن منطقه دایره‌ای شکل در حاشیه رودخانه است.

## ساکنان سرشناس
- میرزا جبییف - قهرمان اتحاد جماهیر شوروی.[۴]